# آندریا پیروبون
آندریا پیروبون (انگلیسی: Andrea Pierobon؛ زادهٔ ۱۹ ژوئیهٔ ۱۹۶۹) بازیکن فوتبال اهل ایتالیا است.
از باشگاه‌هایی که در آن بازی کرده‌است می‌توان به باشگاه فوتبال چیتادلا، باشگاه فوتبال ونتزیا، و باشگاه فوتبال اسپال اشاره کرد.